# 公派留学
公派留学也称官派留学，指政府资助的留学。
最早的官派留学可能是东汉時期汉明帝派蔡愔、秦景、王遵等十八人於永平七年（64年）赴天竺取佛法，但只到了西域的大月氏（古代阿富汗）遇到了来自天竺的僧人摄摩腾和竺法兰便折回，继而在白马寺开始翻译经文。从严格意义上讲，由于蔡愔等人未到天竺学习，所以不能做为正式的官派留学生。
有日本的遣唐使等。清末大批公派留学生被派往歐洲、美國、日本留学。